# Beverley Whitfield
Beverley Whitfield (Australia, 15 de junio de 1954) es una nadadora australiana retirada especializada en pruebas de estilo braza media distancia, donde consiguió ser campeona olímpica en 1972 en los 200 metros.

## Carrera deportiva
En los Juegos Olímpicos de Múnich 1972 ganó la medalla de oro en los 200 metros estilo braza, con un tiempo de 2:41.05 segundos que fue récord olímpico, por delante de la estadounidense Dana Schoenfield  y la soviética Galina Prozumenshchikova; además ganó el bronce en los 100 metros braza, con un tiempo de 1:15.73 segundos, tras la estadounidense Cathy Carr  y de nuevo la soviética Galina Prozumenshchikova.